# Uran Bislimi
Uran Bislimi (* 25. September 1999 in Basel) ist ein schweizerisch-kosovarischer Fussballspieler.

## Karriere

### Vereine
Aus der Jugend des FC Concordia Basel ging er in die U16 des FC Basel über und durchlief bis zur U21 auch alle weiteren Mannschaften. In der ersten Mannschaft konnte er sich jedoch nicht durchsetzen. Zur Saison 2019/20 wechselte er daher zum FC Schaffhausen, wo er in der Challenge League bereits am ersten Spieltag sein Debüt hatte. Bei einer 0:2-Niederlage am 8. Spieltag gegen den SC Kriens zog er sich aber in der ersten Halbzeit eine Bänderverletzung zu und fiel für die nächsten Monate aus. Erst Ende Februar 2020 kam er wieder in einer Partie zum Einsatz. Schnell wurde er wieder zu einem zentralen Teil des Kaders und bereitete sogar ein paar Tore vor. Am Ende der Saison konnte er aufgrund einer Gelbsperre sowie einer Krankheit nicht eingreifen. Trotz einigen kleineren weiteren Verletzungen sammelte er in den nächsten beiden Spielzeiten mehr Einsätze für Schaffhausen und trug am 6. Spieltag der Saison 2021/22 sogar erstmals die Captainsbinde. Eine Rolle, welche er, soweit nicht krank oder gesperrt, in fast allen weiteren Spielen ausführte. Mit einer Platzierung auf dem zweiten Platz gelang ihm und seiner Mannschaft knapp die Teilnahme an der Barrage, jedoch unterlag er mit dieser nach einem 2:2 im Hinspiel mit 0:2 dem FC Luzern.
Nach dieser Spielzeit wurde er am 1. Spieltag der Saison 2022/23 nochmals eingesetzt und wechselte anschliessend eine Liga höher zum FC Lugano. Sein Debüt in der Super League erfolgte gleich am darauffolgenden 2. Spieltag bei einer 1:2-Niederlage gegen den Grasshopper Club Zürich. Nach und nach bekam er auch hier mehr Einsatzzeit, und gerade in der Saison 2023/24 spielte er einige Spiele komplett durch. Aufgrund eines dritten Platzes nahm er mit seiner Mannschaft auch an der Qualifikation für die Europa League 2023/24 teil, scheiterte dort jedoch im Hin- als auch Rückspiel an Royale Union Saint-Gilloise. So gelang aber zumindest die Qualifikation für die Gruppenphase der Conference League 2023/24. Auch hier war er in jeder Partie wieder aktiv, am Ende musste er sich jedoch mit seiner Mannschaft mit einem Sieg gegen Beşiktaş Istanbul begnügen. Nach der Gruppenphase schied er mit seinem Team mit nur vier Punkten als Letzter aus dem Wettbewerb aus.

### Nationalmannschaften
Mit der Schweizer U19 bestritt er am 26. März 2018 ein Freundschaftsspiel gegen die Auswahl aus Finnland, bei welcher er für die vollen 90 Minuten auf dem Platz stand. Gut ein Jahr später wurde er für die kosovarische U21-Nationalmannschaft nominiert, verblieb bei der 0:2-Qualifikationsspielniederlage gegen England am 9. September 2019 jedoch über die komplette Spielzeit auf der Bank. Nachdem er eine Nominierung für die A-Nationalmannschaft im September 2022 aus Zeitgründen noch abgelehnt hatte, nahm er diese für zwei Freundschaftsspiele im November an. In den beiden Unentschieden gegen Armenien und die Färöer kam er auch jeweils zum Einsatz, wobei er in letzterer Partie auch ein erstes Länderspieltor erzielte. Bei der nächsten Nominierung sagte er jedoch wieder ab, weil er nach Auskunft seines Clubs noch auf die Einladung der Schweiz wartete.
Ende Mai 2023 wurde er schliesslich als Teil des Kaders der Schweizer Nationalmannschaft für zwei Qualifikationsspiele zur Europameisterschaft 2024 nominiert. Hier traf er wieder auf Murat Yakin, welcher auch bei Schaffhausen sein Trainer war. Per Einwechslung kam er bei dem 2:2 gegen Rumänien am 19. Juni 2023 in der 90. Minute für Xherdan Shaqiri ins Spiel. Beim zweiten Spiel gegen Andorra wurde er noch einmal zur 94. Minute für Ruben Vargas eingewechselt.